# Tankar för dagen
Tankar för dagen är ett radioprogram i Sveriges Radio P1, som sändes första gången den 2 januari 2001. I programmet kommer en krönikör med en "personlig betraktelse kring någonting som just skett i den stora världen, eller tankar kring händelser i den mindre, privata."
Bland de medverkande finns Emil Jensen, Stina Ekblad, Henrik Nilsson, Vladimir Oravsky, Ulf Danielsson, Uje Brandelius, Bob Hansson, Navid Modiri, Stig Fredrikson, Patricia Tudor-Sandahl, Caroline af Ugglas, Alice Bah Kuhnke, Ann Heberlein, Ewa Fröling, Björn Natthiko Lindeblad, KG Hammar och Mark Levengood.